# Corfínio
Corfinio é uma comuna italiana da região dos Abruzos, província de Áquila, com cerca de 997 habitantes. Estende-se por uma área de 18 km², tendo uma densidade populacional de 55 hab/km². Faz fronteira com Popoli (PE), Pratola Peligna, Raiano, Roccacasale, Salle (PE), Tocco da Casauria (PE), Vittorito.

## Demografia
| Variação demográfica do município entre 1861 e 2011                               |
|                                                                                   |
| Fonte: Istituto Nazionale di Statistica (ISTAT) - Elaboração gráfica da Wikipedia |